# Лиутвард от Верчели
Лиутвард от Верчели (на немски: Liutward von Vercelli, † 24 юни 900 или 901) е от 880 г. епископ на Верчели и до 887 г. най-важният политически съветник на франкския крал и римски император Карл III.

## Произход и управление
Лиутвард произлиза от Швабия и е възпитаван в манастир Райхенау.
Вероятно още през 872 г. се запознава с Карл III. Той се издига на най-важния съветник на Карл, поема ръководството на канцлайя. През 878 г. става ерцканцлер на Карл и влияе на неговата вътрешна политика и отношениято му с папата. Той организира срещата на Карл с папата в Равена в началото на 882 г. През 882 г. той организира и мирния договор с норманите.
Ноткер I от Санкт Гален около 884 г. посвещава на него произведението си Liber Ymnorum. Лиутвард получава конфликти с благородниците и през юни 887 г. е свален от властта, обвиняват го дори в изневяра с Рихардис, съпругата на Карл. Последван е от неговия конкурент архиепископ Лиутберт от Майнц. Лиутвард отива при Арнулф Каринтийски, но не играе повече политическа роля.
Последните си години той прекарва в Италия. Умира по време на нападение от унгарците.